# Regionalna cesta R2-430
Regionalna cesta R2-430 je silnice v severovýchodním Slovinsku, spojující města Maribor a Celje. Po většinu své trasy je vedena jako silnice 2. třídy. Po rekonstrukci jejího severního úseku v letech 2000-2001 tvoří v délce 2,6 km součást dálničního průtahu Mariborem. Do roku 2009, kdy byl dobudován dálniční obchvat Mariboru, byla v úseku Maribor-Slivnica hlavní tranzitní trasou.
Celková délka silnice je 61 km.

### Související článek
- Rychlostní silnice H2 (Slovinsko)